# 瑪蒂爾德·塞涅
瑪蒂爾德·塞涅（法語：Mathilde Seigner，1968年1月17日—）是一位法國女演員。

## 生平
塞涅出生於巴黎。她是演員路易·塞涅（1903－1991）的孫女，是艾曼紐·塞涅的妹妹，以及弗朗索瓦絲·塞涅的姪女。

### 演藝生涯
她的演出主要集中於法語電影，並曾參與多部著名作品。2001年，她憑藉《貝蒂·費雪與其他故事》（Betty Fisher and Other Stories）榮獲蒙特婁世界電影節最佳女主角獎，並三度入圍凱撒獎。
她曾就讀於著名法國戲劇學校「佛羅朗表演班」（Florent），1994年首次登上舞台，與其姊艾曼紐一同出演克勞德·米勒的《微笑》。1995年，她因《羅西娜》（Rosine）獲得「米歇爾·西蒙獎」（Prix Michel Simon），1997年又因《乾洗》（Nettoyage à sec）獲得凱撒獎最佳女配角。
她於1999年獲得「羅密·施奈德獎」（Romy Schneider Prize）。瑪蒂爾德以其自然率直的性格與強烈的個人魅力受到觀眾喜愛，並因2001年懷舊電影《燕子築巢的春天》（Une hirondelle a fait le printemps）中飾演一名發現鄉村生活樂趣的城市女子而廣受歡迎。此後，她出演《夏日旅人》（Le passager de l'été）、《自由地帶》（Zone libre）與《與馬共舞》（Danse avec lui）等片，並以《三個朋友》（3 amis）回歸喜劇類型，亦出演《女人至上》（Tout pour plaire）與《別搞錯》（Détrompez-vous）等喜劇作品。
2009年，她出演了兩部與家庭主題相關的劇情喜劇：《有話對你說》（Quelque chose à te dire）和《珍寶》（Trésor）。2010年出演《假期結束》（Fini les vacances）後，出演《露營2》（Camping 2）與《鈕扣戰爭》重拍版（La guerre des boutons，2011年）。
2012年，她出演了《風暴之中》（Dans la tourmente）與《麥克斯》（Max）。2013年9月，她重返舞台。繼《愛、死與衣》（L'amour, la mort les fringues）兩年後，她在喜劇《妮娜》（Nina）中擔綱女主角，與法蘭索瓦·貝萊昂與法蘭索瓦·文森特利分別飾演丈夫與情人。

### 個人生活
1998至2001年間，她曾與喜劇演員洛朗·傑拉（Laurent Gerra）交往。
2002至2005年，她與演員安東尼·迪萊里（Antoine Duléry）為伴侶關係。自2006年10月起，塞涅與攝影師馬修·佩蒂（Mathieu Petit）同居，兩人育有一子。
她是導演羅曼·波蘭斯基的妹夫，波蘭斯基於1989年與她的姐姐艾曼紐結婚。2009年，塞涅聯署請願書聲援其妹夫羅曼·波蘭斯基，呼籲釋放因1977年藥物迷姦並強姦13歲少女案被瑞士逮捕的波蘭斯基。
2012年2月24日，在凱撒獎頒獎典禮中，當米歇爾·布朗獲獎時，她當場插話表示更希望喬伊·斯塔爾（Joey Starr）得獎。

## 外部連結
- 瑪蒂爾德·塞涅在互联网电影资料库（IMDb）上的資料（英文）